# Boophis ankarafensis
Boophis ankarafensis es una especie de anfibio anuro de la familia Mantellidae.

## Distribución geográfica
Esta especie es endémica del noroeste de Madagascar. Se encuentra en el bosque de Ankarafa.

## Descripción
Los 3 especímenes de machos adultos observados en la descripción original miden entre 22,9 mm y 24,0 mm de longitud estándar y la espécimen de hembra adulta observada en la descripción original mide 28,5 mm de longitud estándar.

## Etimología
El nombre de su especie, compuesto de ankaraf y el sufijo latín -ensis, significa "que vive, que habita", y le fue dado en referencia al lugar de su descubrimiento, el bosque de Ankarafa.

## Publicación original
- Penny, Andreone, Crottini, Holderied, Rakotozafy, Schwitzer & Rosa, 2014 : A new species of the Boophis rappiodes group (Anura, Mantellidae) from the Sahamalaza Peninsula, northwest Madagascar, with acoustic monitoring of its nocturnal calling activity. ZooKeys, n.º 435, p. 111–132[4]

## Galería de imágenes

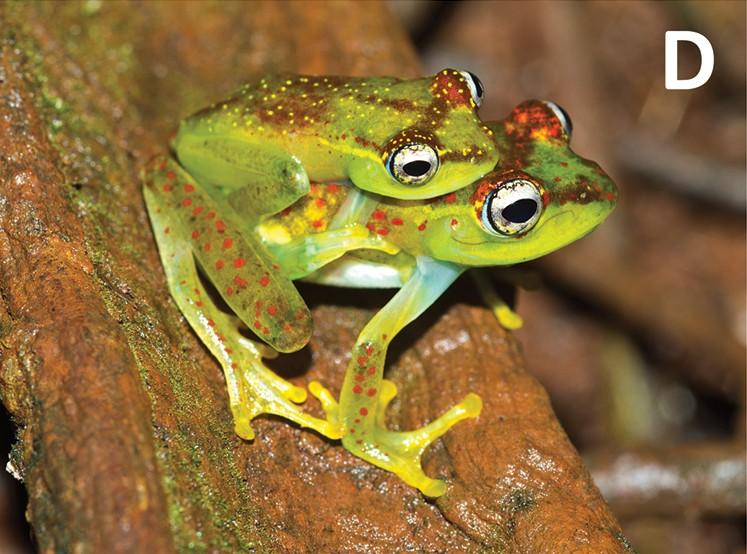
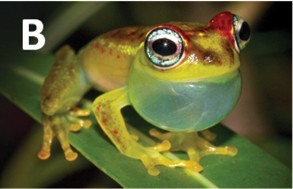
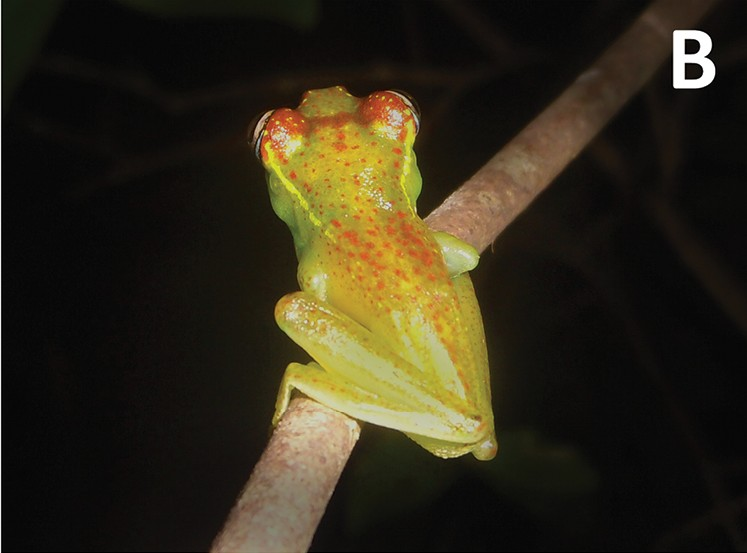